# Enrique Simonet
Enrique Simonet Lombardo (Valencia, 1866. február 2. – Madrid, 1927. április 20.) spanyol festő.

## Élete
1866. február 2-án született Valenciában. Bár kezdetben teológiai tanulmányokat folytatott, később mégis a festőművészetet választotta hivatásául. Habár valenciai volt és tanulmányait is részben a helyi szépművészeti akadémián végezte (Real Academia de Bellas Artes de San Carlos de Valencia), hamarosan a málagai festőkörhöz csatlakozott és Bernardo Ferrándiz mellett képezte magát tovább.
1887-ben ösztöndíjjal lehetőséget kapott, hogy Rómában folytassa tanulmányait. Az 1890-ben elkészített A szív anatómiája című festményével nemzetközi hírnévre tett szert. A festményt egyúttal több díjjal is jutalmazták. Római tartózkodása idején Simonet bejárta Olaszországot és a Mediterráneum vidékét, eljutott Párizsba, sőt még a Szentföldre is. Itt készítette el a szintén számtalan díjjal jutalmazott Flevit super illam című képét, amely Jézus Jeruzsálembe való bevonulásának témáját dolgozza fel. 1893-1894 között a La Ilustración Española y Americana című lap haditudósítójaként dolgozott Marokkóban.
1901-től a barcelonai Szépművészeti Akadémián helyezkedett el professzorként. 10 évvel később tagja lett a madridi Királyi Szépművészeti Akadémiának. 1921 és 1922 között az El Paular-kolostor tájképfestői körének elnöke volt.
1927. április 20-án halt meg Madridban.

## Festményei

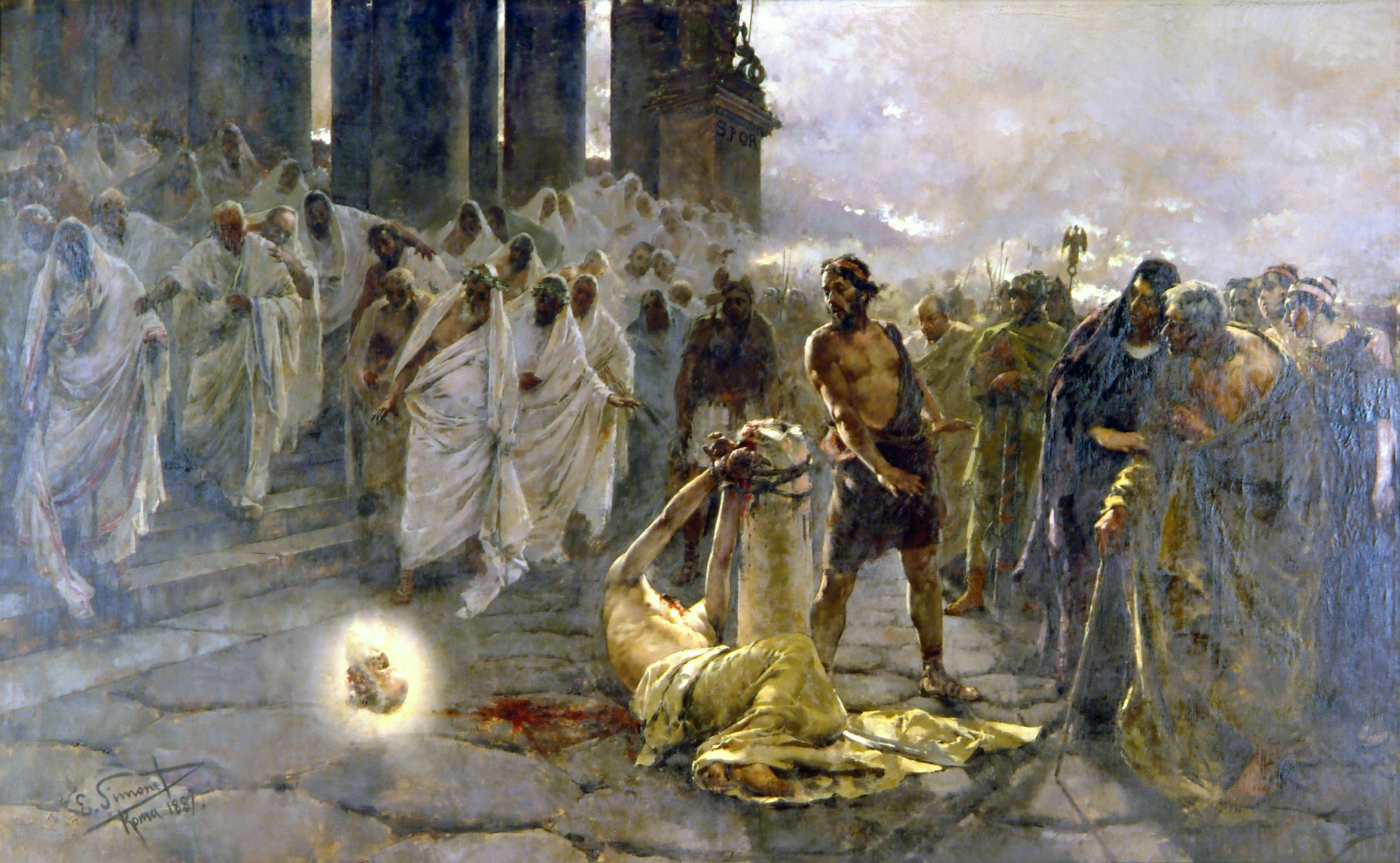
Szent Pál lefejezése (1887)
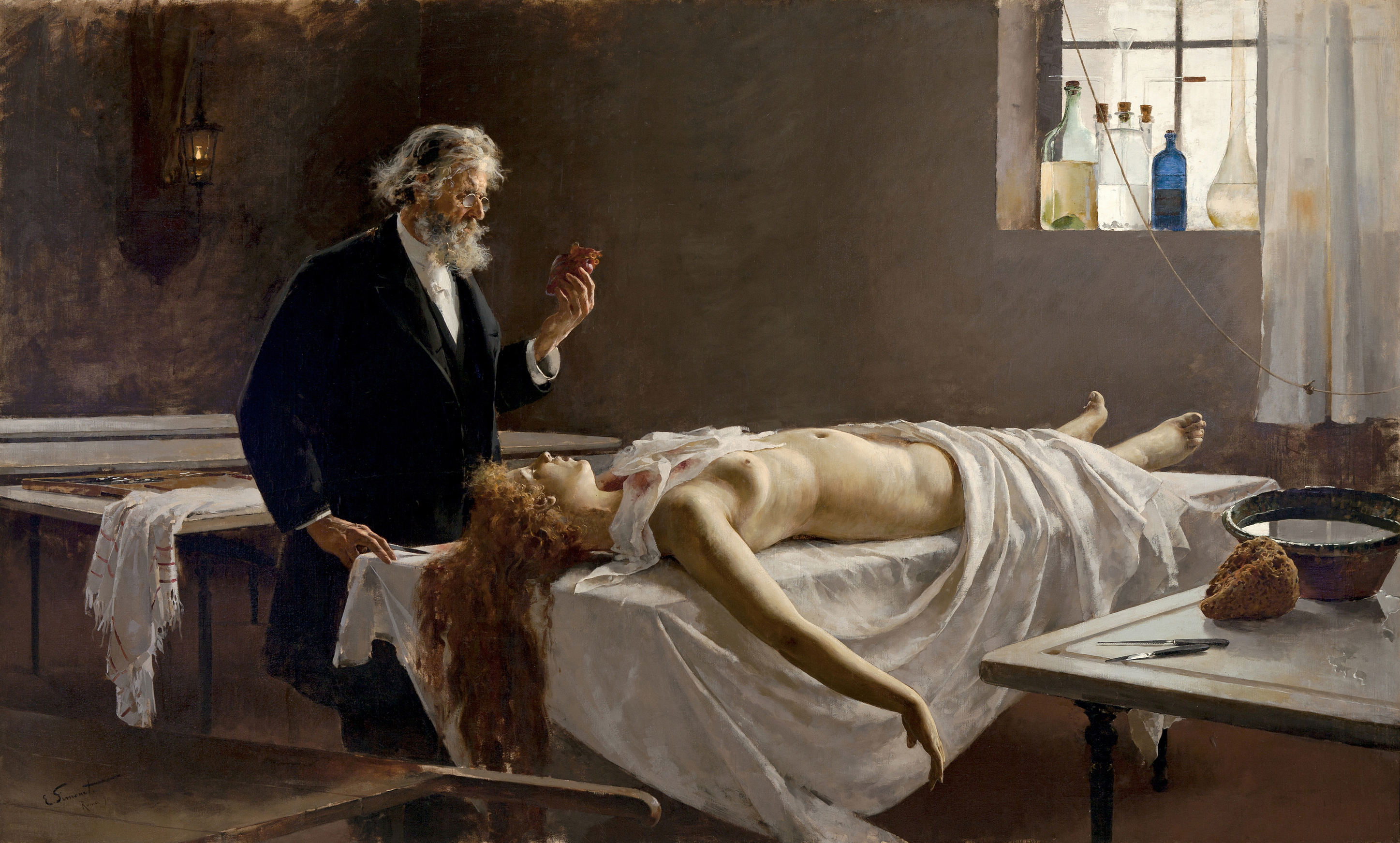
A szív anatómiája (1890)
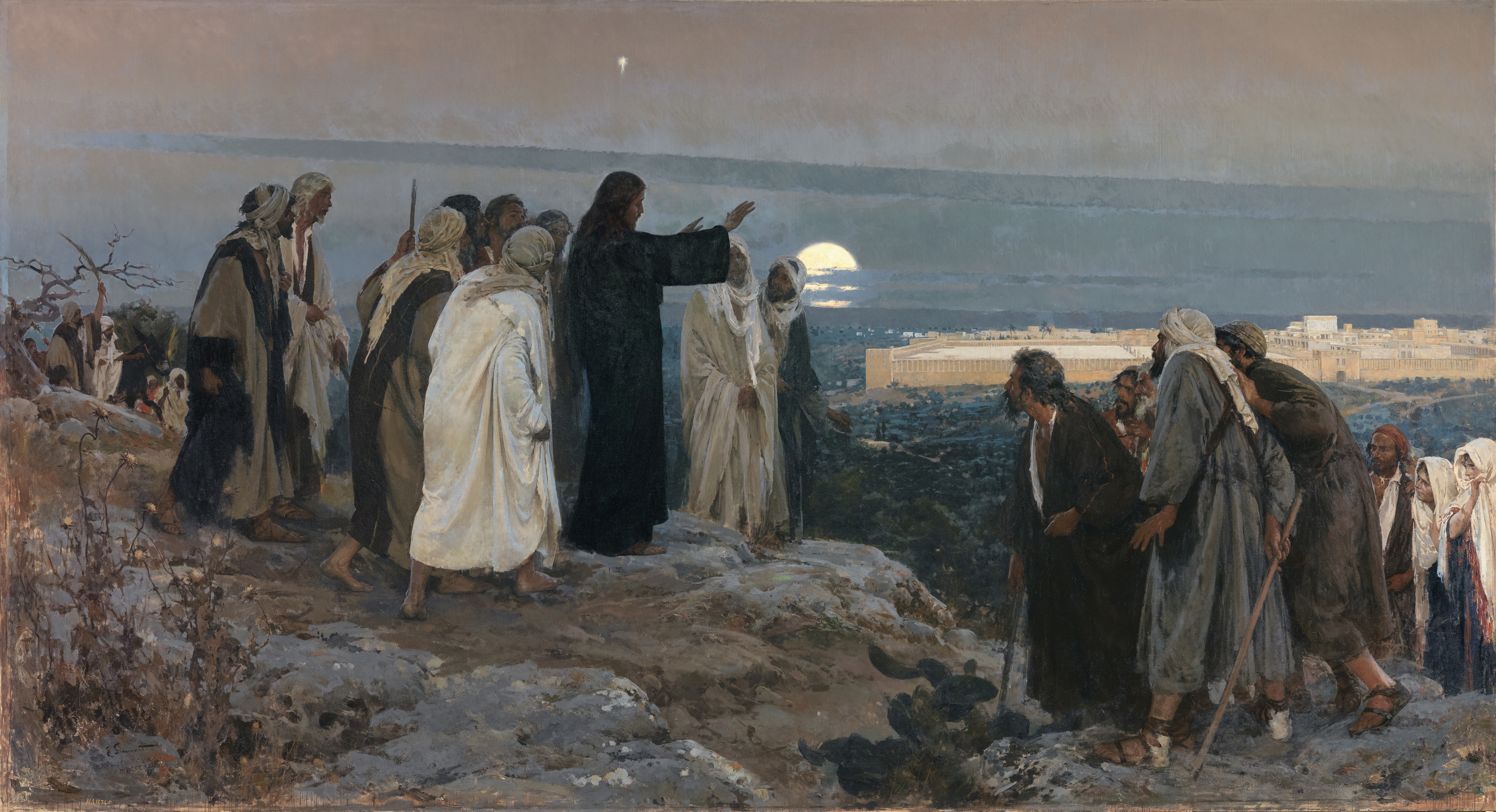
Flevit super illam (1892)
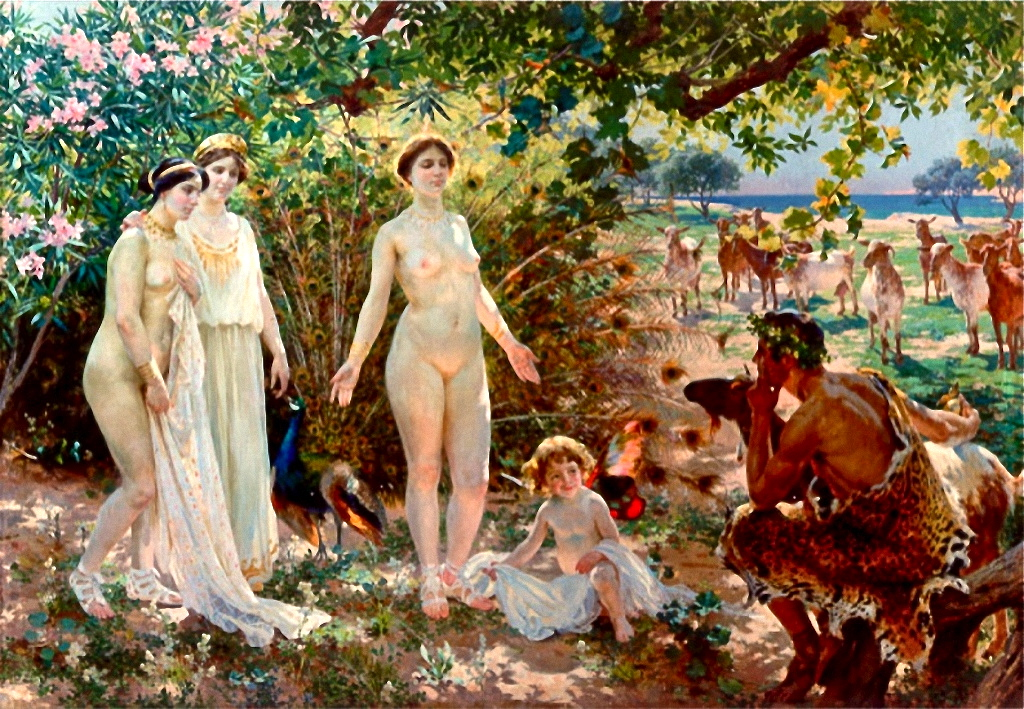
Parisz ítélete (1904)

## Fordítás
- Ez a szócikk részben vagy egészben  az   Enrique Simonet  című angol Wikipédia-szócikk fordításán alapul.  Az eredeti cikk szerkesztőit annak laptörténete sorolja fel. Ez a jelzés csupán a megfogalmazás eredetét és a szerzői jogokat jelzi, nem szolgál a cikkben szereplő információk forrásmegjelöléseként.

1. 1 2  Diccionario biográfico español (spanyol nyelven). Spanish Biographical Dictionary . Royal Academy of History, 2011 (Hozzáférés: 2017. október 9.)
2. ↑  Geni.com. (Hozzáférés: 2024. március 14.)